# Le Dernier Mariage
Pour plus de détails, voir Fiche technique et Distribution.
Le Dernier Mariage (Kivenpyörittäjän kylä) est un film finlandais réalisé par Markku Pölönen, sorti en 1995.

## Synopsis
Pekka revient dans son village natal pour assister à un mariage, mariage qui sera le dernier à cet endroit puisque tous les jeunes en sont partis.

## Fiche technique
- Titre : Le Dernier Mariage
- Titre original : Kivenpyörittäjän kylä
- Réalisation : Markku Pölönen
- Scénario : Markku Pölönen d'après le roman de Heikki Turunen
- Musique : Vesa Mäkinen
- Photographie : Kari Sohlberg
- Montage : Jukka Nykänen
- Production : Kari Sara
- Société de production : Dada-Filmi Oy
- Pays de production :  Finlande
- Genre : Comédie dramatique
- Durée : 90 minutes
- Dates de sortie : 
  - Finlande : 17 février 1995

## Distribution
- Martti Suosalo : Pekka
- Henrika Andersson : Meeri
- Matti Varjo : Eljas
- Tanja Kortelainen : Jaana
- Jarmo Mäkinen : le Rockroller
- Rauha Valkonen : Linnea
- Pertti Koivula : Urho Pölönen
- Esko Nikkari : Jalmari
- Esko Hukkanen : Ierikka
- Tuula Väänänen : Unelma
- Jari Pehkonen : Leevi
- Pekka Huotari : Arttu
- Elina Hurme : Lelle
- Mikko Hänninen : Hägglund
- Susanna Indren : Kerttu
- Seppo Juusonen : Antti le muet
- Martti Kainulainen : Paavo
- Tarja Keinänen : Saimi
- Ahti Kuoppala : Örn
- Iris-Lilja Lassila : Inka
- Maija-Liisa Majanlahti : Alma
- Irma Martinkauppi : Loviisa
- Laura Munsterhjelm : Ritva
- Esko Pesonen : Huohvanainen
- Pekka Räty : Mujunen
- Eira Soriola : Saara
- Leena Suomu : la mère d'Unelma
- Pietari Korhonen : la Mort
- Vesa Hämäläinen : le père de Pekka
- Mikko Hiltunen : le fils de Ritva
- Katariina Hiltunen : la fille de Ritva

## Distinctions
Le film a remporté trois Jussis : Meilleur film, Meilleur second rôle masculin pour Matti Varjo et Meilleure réalisation.